# Губовський потік
Губовський потік (словац. Hubovský potok) — річка; ліва притока Сланої, протікає в окрузі Рімавська Собота.
Довжина приблизно 7,8-9,2 км. Витік знаходиться в масиві Бодвянські пагорби — на висоті приблизно 275—280 метрів.
Протікає територією сіл Губово; Ленка і Вчелінце.. Впадає в Слану на висоті приблизно 165—168 метрів.